# 岩崎邦宏
岩崎邦宏（日语：／ Iwasaki Kunihiro，1944年10月5日—），日本男子游泳运动员。他在1964年夏季奥林匹克运动会中，参加了男子4x200米自由泳比赛并获得铜牌。他也参加了1966年和1970年亚洲运动会。